# エコハちゃん
エコハちゃんは、山口県宇部市の市環境イメージキャラクターである。

## キャラクター誕生の経緯
宇部資源リサイクル協同組合が、宇部市のときわ公園や緑を想定した森の妖精というコンセプトでキャラクターの原画を製作し、2010年10月12日に同市に寄贈した。この原画を元に同組合は着ぐるみも制作、同年10月31日に開催された「エコフェア 2010 in UBE」で寄付し、贈呈式も行われた。同フェア会場ではこのキャラクターの愛称も募集したところ、170点の応募があり、その中から「エコハちゃん」が選ばれ決定した。

## ピカチュウにそっくりの指摘
その後、エコハちゃんの着ぐるみは、市のイベントなどに参加していたが、2011年頃よりインターネット上でポケットモンスターのピカチュウに似ていると話題になり、市役所に問い合わせが寄せられるようになった。図案段階では似ていなかったが、着ぐるみは完成時から市職員の中でも似ているとの声があがっていたという。宇部市はポケットモンスターの著作権を管理するブランドマネジメント会社「ポケモン」と協議した結果、着ぐるみは今後使用せず、イラストは活用する内容で合意、久保田后子市長が記者会見で発表した。株式会社ポケモン側も、これを機に良好な関係を築きたいとした。

## 指摘以降
着ぐるみの使用はできなくなったものの、市内の環境ポスターなどで現在もエコハちゃんのイラストは多く使用されている。
また、宇部市では当キャラクターの名前を冠した環境地域通貨「エコハ」（エコハ券）が2013年7月から配布されており、2021年現在も券にはエコハちゃんのイラストが採用されている。